# Complejo deportivo Luis Mendoza
El Complejo deportivo Luis Mendoza es un campo de deportes perteneciente al Club Almirante Brown ubicado las calles José Mármol 5000 al 5400 entre Colonia y José Ignacio Rucci cuyo código postal 1754, corresponde a la ciudad de San Justo, Partido de La Matanza, se encuentra a 500 m de un importante acceso que lo conecta con varios puntos de Buenos Aires, la Av. Juan Manuel de Rosas altura 6400 (Ruta Nacional 3 y Avenida Juan Bautista Alberdi del lado de CABA) en dicha avenida se encuentra la estación Roma del Metrobús La Matanza.

## Historia
Las gestiones dieron comienzo en 1959 cuando se pidió la intervención del entonces intendente municipal de La Matanza, Remigio Colombana, para que iniciara las presentaciones pertinentes ante la Cámara de Diputados de la Provincia de Buenos Aires, pero las mismas no prosperaron en ese momento. Luego de múltiples tentativas en los años posteriores, se llegó a sancionar el proyecto de Ley N° 16.649 del Congreso de la Nación Argentina. Los primeros pasos fueron dados en la Cámara de Diputados de la Provincia de Buenos Aires, el proyecto presentado oportunamente por el diputado Pablo Calabrese quien ofreció su desinteresada colaboración, como así también al entonces legislador Raúl Alfonsín, quien también se interesó por la propuesta, siendo finalmente estos últimos factores preponderantes para lograr la meta.
El 30 de octubre de 1964 el gobierno nacional que presidía Arturo Umberto Illia, mediante la ley número 16649 y bajo la intendencia de la Municipalidad de La Matanza de Félix Camblor, le donó a Almirante Brown el predio de doce hectáreas ubicado en las calles José Mármol 5000 al 5400 entre Colonia y José Ignacio Rucci también en el distrito de La Matanza.

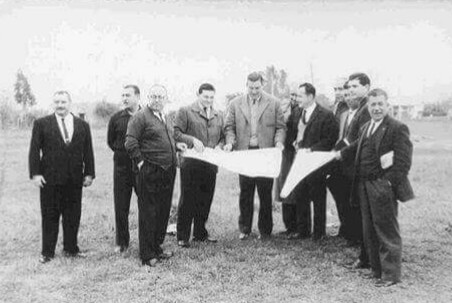
El presidente de 1965 Adolfo Abate con Luis Mendoza y Honorio Foglia en el polideportivo, en pleno desarrollo de su infraestructura.

En 1965 bajo la presidencia de Adolfo Abate se colocó la piedra fundamental para su inicio; posteriormente se impulsó la construcción y se inauguró la pileta olímpica de 50 x 25 m con sus vestuarios, cuyo financiamiento fue concretada gracias al aporte de socios y directivos de la institución. Se instaló el portón de acceso, donde colaboró la Municipalidad de La Matanza y durante la temporada de verano de 1969 se construyó la confitería de la ciudad deportiva. En años posteriores se agrega una segunda pileta de natación de 25 x 15 m, que fue inaugurada el 27 de febrero de 1971. A finales de los años 90 se le agrega el nombre de Complejo polideportivo Luis Mendoza, en homenaje a un gran presidente de la historia de la institución que dedicó su empeño al desarrollo de la ciudad deportiva.

## Accesos y prestaciones
El predio está en una zona de clase media con su acceso al sector multideportivo en la intersección de las calles José Mármol 5002 esquina Colonia, contando con otro acceso al complejo futbolístico en la calle José Ignacio Rucci, cuyas aceras de Almirante Brown pertenecen al código postal de la ciudad San Justo 1754, Partido de La Matanza, zona Oeste del Gran Buenos Aires. 
Es el polideportivo más importante de un club del Partido de La Matanza y uno de los más amplios en zona urbana de un club metropolitano, ya que cuenta con 15 hectáreas y una importante infraestructura que le permite desarrollar sus divisiones inferiores así como la práctica de varios deportes en los que el club se encuentra federado. Le brinda a sus socios varios servicios y áreas de esparcimiento parquizadas y arboladas, también una pileta olímpica que funciona en época estival. Debido a las dimensiones de su complejo Almirante Brown cuenta con calles internas asfaltadas lo que permite un fácil acceso, estacionamiento interno y una muy buena seguridad ya que cuenta con su correspondiente cerco perimetral con paredones de gran altura y servicio de vigilancia privado.

## Sector de predio futbolístico
La entrada del predio se encuentra en la intersección de las calles José Ignacio Rucci y Cnel. Francisco Seguí, con un doble pórtico para la entrada y salida de vehículos. Hacia el lado izquierdo del acceso se encuentran las oficinas de recepción y administración, ampliadas y modificadas durante 2019. 
El sector de fútbol consta de siete canchas reglamentarias con cerco perimetral, y vestuarios para jugadores y árbitros. Tres de ellas poseen gradas y son utilizadas para los entrenamientos del primer equipo y los partidos oficiales de las divisiones inferiores. Cuenta también con un hotel de concentración, con veinte habitaciones climatizadas, para dos jugadores cada una, y un amplio comedor, lo que permite la concentración en el propio predio y el desarrollo de las pretemporadas, ya que también posee un amplio gimnasio para musculación y piletas para relajación muscular, solo utilizables en épocas cálidas. Durante 2019 se realizaron importantes mejoras en el sector.

## Complejo de hockey
El sector de hockey sobre césped del Club Almirante Brown tiene su entrada independiente en José Mármol 5002 esquina Colonia, por donde se accede a su cancha de primera división en los torneos metropolitanos organizados por la Asociación de Hockey de Buenos Aires donde Almirante se encuentra afiliado, la misma es de sintético y cuenta con las medidas y cerco perimetral reglamentario, también tiene bancos de suplentes totalmente cubiertos con butacas, iluminación artificial y grada, 
El sector cuenta con su correspondiente utilería y un salón de 8 x 4 m de pisos cerámicos totalmente equipado con mesas y sillas para agasajar al equipo visitante después del partido en el tercer tiempo, el objetivo del sector próximamente es reemplazar el césped sintético por uno nuevo y armar una segunda cancha del otro lado del sector donde será trasladado el sintético retirado.

### Nuevo campo de juego e imagen institucional
Cuando se realizó la cancha de hockey debido a los escasos recursos y problemas económicos en los que se encontraba la institución fue instalado un césped sintético usado, el cual estaba siendo observado y no homologado por la AHBA. La comisión directiva que asumió en 2019 el 2 de noviembre del 2020 firmó un contrato para la realización de la nueva cancha de hockey que estará a cargo de la empresa Forbex. A comienzos de la temporada la Asociación de Hockey de Buenos Aires no habilitaba la cancha de césped sintético por el mal estado en el que se encontraba el mismo. Esta gran obra se suma a la remodelación del espacio para el tercer tiempo de las jugadoras y jugadores.
También se agregará una nueva cancha de minihockey donde será trasladado el sintético retirado para mejores entrenamientos y desarrollo de sus divisiones formativas. Así mismo se estudia la posibilidad de dotar de vestuarios a la cancha de primera división. Estás obras buscan dotar de mejor infraestructura a sus deportistas como así también darle un profundo cambio de imagen institucional al sector en todos los aspectos.

## Complejo de tenis
En ese sector hay cinco canchas reglamentarias de polvo de ladrillo, con su correspondiente iluminación artificial. Asimismo, posee servicios sanitarios, vestuarios, duchas y una tienda de artículos para la práctica del tenis. Gracias a esa infraestructura, rodeada de espacios verdes, con personal de seguridad y estacionamiento interno, el club se encuentra afiliado de la Asociación Argentina de Tenis, por lo que ha organizado torneos oficiales del circuito, válidos para el ranking nacional, como así también participa de torneos interclubes de primera división. También cuenta con una cafetería, un área de jardines y una gran arboleda de pinos.

## Sector gimnasio
El gimnasio de alto rendimiento se encuentra a la derecha de la segunda calle de acceso rodeado de espacios verdes y pinos lo que le da reparo en época estival, por un camino interno que sale del estacionamiento se accede al mismo. Tiene 200 m² aprox. y cuenta con una gran variedad de amplios ventanales en sus 3 frentes lo que le permite una muy buena ventilación cruzada, también dispone como refuerzo de varios aparatos de aireación interna colocados estratégicamente y una completa iluminación nocturna. 
El gimnasio es de alto rendimiento ya que fue pensado y desarrollado para la preparación de los deportistas de las diferentes disciplinas y cuenta con más de 50 máquinas de última generación para trabajar la musculación para el alto rendimiento deportivo, así como también asesoramiento de profesionales especializados de rutinas individuales para el socio que utiliza este sector; posee también amplios vestuarios y duchas revestidos en cerámica.

### Sector confitería
La confitería del predio se encuentra al lado del estacionamiento y tiene unos 100 m². Cuenta con un servicio de bufet. 
A la salida de la confitería hay un quincho para eventos, con una capacidad para unas doscientas personas, que está equipado con todos los servicios y elementos necesarios. También hay un sector de parrilla y otro de juegos para niños. 
Su uso es exclusivo de los socios del club, con un arancel preferencial, y es utilizado para los eventos anuales que realizan las diferentes subcomisiones.

## Sector de piscinas
El club Almirante Brown cuenta con un amplio sector de balneario; el mismo se encuentra en el lugar más parquizado del predio, en el mes de octubre el club comienza a diagramar y preparar la temporada que dura 4 meses, comenzando en los primeros días de diciembre y se extiende hasta finales de marzo. Cuenta con 3 piletas de diferentes prestaciones y dimensiones, la principal es la pileta olímpica de 50 x 25 m, Otra de 25 x 15 m con una profundidad máxima de 1,40 m y una pileta para niños de 15 x 5 m.
Todo el sector de piletas cuenta un cerco perimetral de seguridad y un amplio y renovado sector de duchas y vestuarios para ingresar a las piscinas es indispensable superar la revisación médica correspondiente ya que el club es muy estricto con las medidas sanitarias. Rodeando a las piscinas se encuentra una muy buena área parquizada que se utiliza de solárium, también cuenta con otro sector arbolado donde a la sombra se encuentran bancos y mesas fijas y una gran cantidad de parrillas, el sector también cuenta con un área de juegos para niños.

### Proyecto pileta climatizada
La piscina de 25 x 15 m aproximados se encuentra ubicada en la parte trasera y se construyó hace varias décadas con la intención de hacer la pileta climatizada pero el proyecto no siguió adelante. En su momento se habló de darla en concesión para que sea reparada, terminada y explotada por el concesionario que realizaría la inversión pero no se llegó a un acuerdo y la misma se encontraba semiabandonada hace decenas de años. Reciente en 2020 la actual comisión directiva restauró por completo la piscina. No obstante el objetivo primordial de la institución es contar primeramente con un natatorio cerrado en su sede social en la zona céntrica de San Justo.